# Dejan Kravić
Dejan Kravić (in serbo Дејан Кравић?; Mostar, 9 settembre 1990) è un cestista serbo con cittadinanza canadese.
È cugino di Kosta Perović, anch'egli cestista.

## Palmarès
- Coppa d'Olanda: 1

SPM Shoeters Den Bosch: 2016
- Basketball Champions League: 3

Virtus Bologna: 2018-19
San Pablo Burgos: 2019-20, 2020-21
- Coppa Intercontinentale: 1

San Pablo Burgos: 2021